# AS Dragon
Die Association Sportive Dragon ist ein tahitianischer Fußballverein aus Papeete und spielt in der Tahiti Ligue 1, der höchsten Liga Tahitis. 2012/13 spielt AS Dragon zum ersten Mal in der Vereinsgeschichte in der OFC Champions League. Der Verein wurde dreimal tahitianischer Meister und sechsmal Pokalsieger des eigenen Landes.

## Erfolge
- Tahitianischer Meister: 2011/12, 2012/13, 2016/17.
- Tahitianischer Pokalsieger: 1997, 2001, 2004, 2013, 2016, 2018